# Шаукат, Асеф
Асеф Шаукат (араб. آصف شوكت‎; 15 января 1950, Тартус — 18 июля 2012, Дамаск) — сирийский военный и государственный деятель, генерал-майор. Заместитель министра обороны Сирии (2011—2012), В 2005—2010 годах — глава военной разведки, в 2010—2011 годах — заместитель начальника штаба армии, с апреля 2011 года по 18 июля 2012 года — глава штаба армии; муж сестры президента Сирии Башара аль-Асада, один из наиболее приближённых к нему людей; представитель алавитов. Убит 18 июля 2012 года в результате теракта.

## Биография

### Личная жизнь
Родился 15 января 1950 года в Тартусе, в небогатой алавитской семье, родовой деревней которой является деревня аль-Мадахле (араб. المدحلة‎). В 1968 году поступил в университет Дамаска, в то же время вступил в правящую в Сирии партию Баас. В 1972 году получил степень бакалавра юриспруденции, в 1976 году также в университете Дамаска получил степень кандидата исторических наук (тема диссертации — «Национально-освободительное восстание в Сирии 1925—1927 годов и его лидеры».
В середине 80-х познакомился со своей будущей супругой, дочерью тогдашнего главы Сирии Хафеза Асада Бушрой аль-Асад. Старший брат Бушры Басиль аль-Асад, который в то время многими рассматривался как основной преемник своего отца, был резко против отношений Асефа с его сестрой и даже посадил Асефа в тюрьму. Но после неожиданной гибели Басиля аль-Асада в автокатастрофе в 1994 году, брак был заключён и Хафез Асад признал его. До женитьбы на Бушре аль-Асад был женат, развёлся, имеет пятерых детей от первого брака. Находился в близких отношениях с Башаром аль-Асадом и в очень сложных отношениях с другим братом своей супруги — Махером аль-Асадом, который, по некоторым данным, во время ссоры в 1999 году даже выстрелил Шаукату в живот.

### Карьера
После защиты диссертации в 1976 году, Асеф Шаукат получил военное образование и в 1979 (по другим данным — в 1983) году ему было присвоено офицерское звание (в сухопутных войсках).
Карьерный взлёт Асефа Шауката связан с его женитьбой на дочери Хафеза Асада Бушре аль-Асад в середине 90-х. В 2001 году он стал заместителем главы военной разведки (по некоторым сведениям, был её фактическим руководителем), в 2005 году возглавил это ведомство. В том же году имя Асефа Шауката, вместе с именем другого члена т. н. «ближнего круга» Башара аль-Асада — Махера аль-Асада, было упомянуто в докладе ООН в списке лиц, возможно причастных к убийству ливанского политика Рафика Харири.
В 2007 году Асеф Шаукат и его ведомство допустили бомбардировку Израилем сирийских атомных объектов. В 2008 году имя Асефа Шауката фигурировало сразу в двух неоднозначных историях. Во-первых, был распространён слух о том, что он и ещё ряд высокопоставленных офицеров готовили военный переворот,. Сразу вслед за этим в окрестностях Дамаска произошло убийство одного из лидеров Хизбаллы Имада Мугнии, ответственность за которое многие (в том числе и жена Мугнии) возлагали на Асефа Шауката. Несмотря на всё это, эксперты отмечали, что Шаукат продолжал пользоваться доверием Башар аль-Асада. Об этом говорит и его дальнейшая карьера.
В 2010 году он был смещён с должности и назначен заместителем начальника штаба армии. В апреле 2011 года действующий на тот момент начальник штаба Дауд Раджиха был назначен министром обороны Сирии, после того как бывший министр обороны генерал Али Хабиб вышел в отставку по состоянию здоровья. Место Дауда Раджихи занял Асеф Шаукат.

### Смерть
18 июля 2012 года Шаукат принимал участие в совещании руководителей силовых ведомств в штаб-квартире Совета национальной безопасности в Дамаске. В результате осуществленного террористом-смертником взрыва получил многочисленные ранения и в тот же день скончался в больнице. Так же в результате данного теракта погибли или были тяжело ранены несколько высокопоставленных сирийских чиновников.